# Sinquefield Cup
Sinquefield Cup er en skakturnering i St. Louis, Missouri, USA som er afholdt årligt siden 2013. Sinquefield Cup er sponseret af finansmanden Rex Sinquefield.

## Vindere
| # | Year | Winner(s)                                                             |
| - | ---- | --------------------------------------------------------------------- |
| 1 | 2013 | Magnus Carlsen (Norge)                                                |
| 2 | 2014 | Fabiano Caruana (Italien)                                             |
| 3 | 2015 | Levon Aronian (Armenien)                                              |
| 4 | 2016 | Wesley So (USA)                                                       |
| 5 | 2017 | Maxime Vachier-Lagrave (Frankrig)                                     |
| 6 | 2018 | Magnus Carlsen (Norge) Fabiano Caruana (USA) Levon Aronian (Armenien) |
| 7 | 2019 | Ding Liren (Kina)                                                     |
| 8 | 2021 | Maxime Vachier-Lagrave (Frankrig)                                     |

## Sinquefield Cup 2013
Singuefield Cup 2013 blev afholdt 9.-15. september 2013 med 4 deltagere som spilede to gange alle-mod-alle, i alt 6 runder. Spillerne havde 90 minutter til de første 40 træk, 30 minutter ekstra ved træk 40, og 30 sekunder tillægstid pr. træk for alle træk. Førstepræmien var en pokal og en pengepræmie på 70.000 dollar.
De fire deltagerne var Magnus Carlsen (Norge), Levon Aronian (Armenien), Hikaru Nakamura (USA) og Gata Kamsky (USA). Deltagernes gennemsitrating var 2794, hvilket var en af de højeste nogensinde. Carlsen vandt med 4½ af 6 point foran Nakamura. Resultatet betød at Carlsen satte ny ratingrekord med en liverating på 2870.

### Turneringstabel
|   | Spiller                  | Elo-rating | 1  | 2  | 3  | 4  | Point |
| - | ------------------------ | ---------- | -- | -- | -- | -- | ----- |
| 1 | Magnus Carlsen (Norge)   | 2862       | XX | ½½ | ½1 | 11 | 4,5   |
| 2 | Hikaru Nakamura (USA)    | 2772       | ½½ | XX | 10 | 1½ | 3,5   |
| 3 | Levon Aronian (Armenien) | 2813       | ½0 | 01 | XX | ½½ | 2,5   |
| 4 | Gata Kamsky (USA)        | 2741       | 00 | 0½ | ½½ | XX | 1,5   |

## Singuefield Cup 2014
Singuefield Cup 2013 blev afholdt 27. august - 7. september 2014 med 6 deltagere som spillede to gange alle-mod-alle, i alt 10 runder. Førstepræmien var på 100.000 dollar.
Deltagerne var Magnus Carlsen (Norge), Levon Aronian (Armenien), Fabiano Caruana (Italien), Hikaru Nakamura (USA), Veselin Topalov (Bulgarien) og Maxime Vachier-Lagrave (Frankrig). De var verdens nr. 1, 2, 3, 5, 8 og 9 da de spillede og havde en gennemsnitsrating på 2801, hvilket var det højeste for en turnering nogensinde.
Vinder af turneringen blev Fabiano Caruana med 8½ point af 10 foran Magnus Carlsen med 5½ point og Veselin Topalov med 5 point.